# Lac de Réghaïa
Pour les articles homonymes, voir Réghaïa (homonymie).
Le lac de Réghaïa est un lac situé dans le territoire de la commune de Réghaïa distante de 29 kilomètres à l'est de la ville d'Alger.
Il recueille les eaux d'un bassin versant de 842 km2 d'où débouche l'Oued Réghaïa. Le lac avec la forêt de Réghaïa, a été reconnu site Ramsar le 4 juin 2003.

## Localisation
Le lac de Réghaïa est situé à 29 km à l'est d'Alger. Il est localisé dans la commune de Réghaïa dans la Mitidja de la Basse Kabylie.

## Description

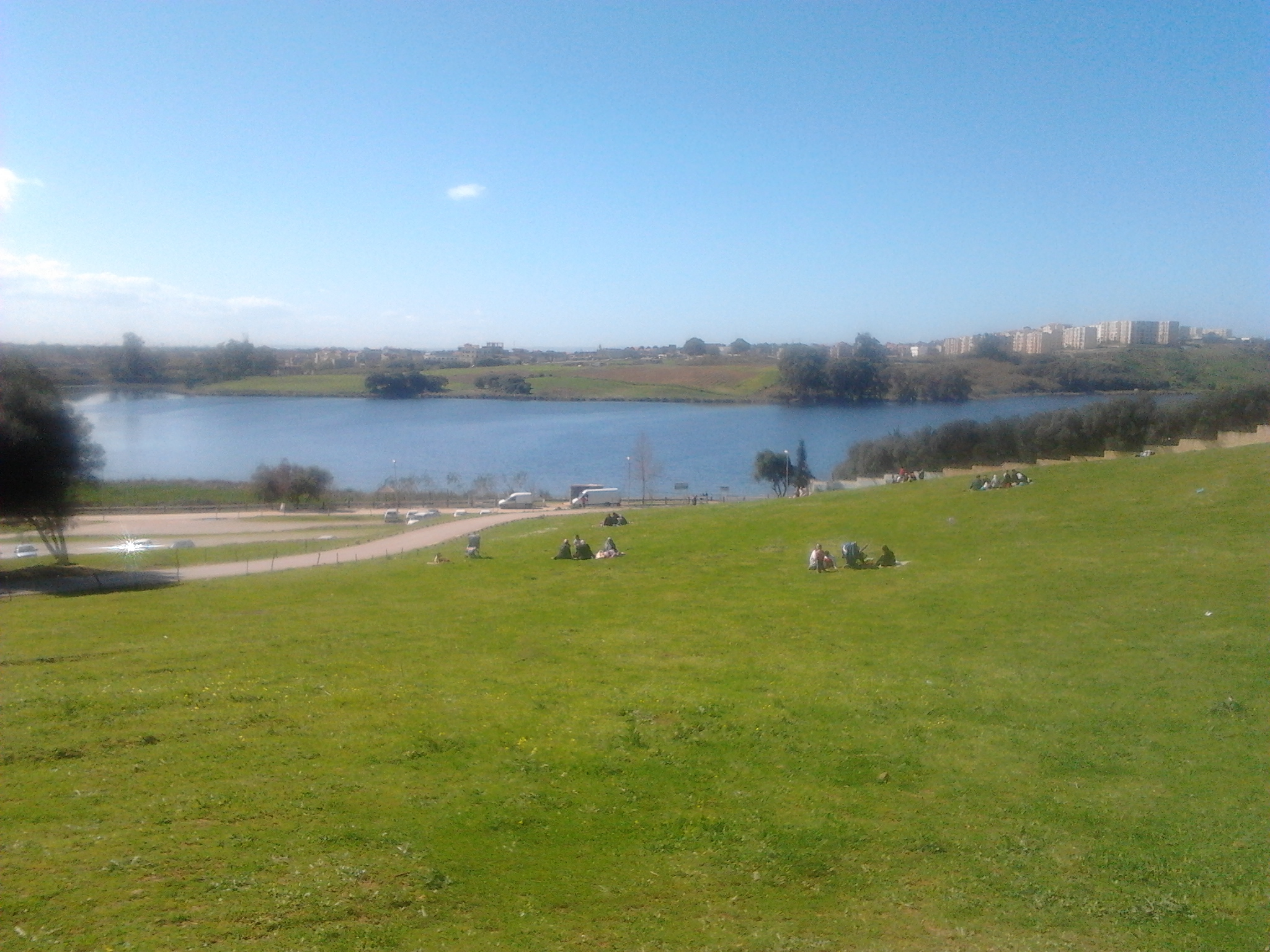
Lac de Reghaïa.

Le lac de Reghaïa correspond à l'estuaire de l’Oued Réghaïa dont l'embouchure est barrée par un cordon dunaire. À quelque 600 mètres en amont de la Méditerranée, une digue artificielle retient les eaux permanentes du site composé de marécages.
Ce marais maritime possède des berges qui sont en pente douce.

## Historique
Avant les années 1930, lorsque les dunes retenaient l'Oued Réghaïa et que son lit n’avait pas été recreusé, il existait un marais naturel très riche en sauvagine, mais la quête de nouvelles terres agricoles a conduit à l'assèchement de l'oued par pompage, drainage et plantation d’eucalyptus.
Ce projet est finalement abandonné et une digue en terre est construite afin de créer un réservoir pour l'irrigation, puis une digue est construite pour retenir des volumes plus importants d'eau issus de l'oued. 
Le chenal en aval est alors recalibré.

## Caractéristiques physiques

### Géologie
Le lac de Réghaïa est caractérisé par un synclinal néogène de dépôts fins du miocène et du plio-quaternaire situé à mi-chemin entre Gibraltar et le canal de Sicile. 
Cette formation géologique, en passant par un plissement puis un remblaiement, se caractérise par des faciès géologiques qui sont de type alluvionnaire et marécageux.
Ceux datant du quaternaire récent et actuel se composent de dépôts marins et lacustres, d’alluvions récents caillouteux et limoneux, de dunes consolidées, de lumachelles à pétoncles, de poudingues et de grès marins, de sable argileux et d’alluvions anciens datant du quaternaire.

### Géomorphologie
Le lac de Réghaïa est localisé sur un plateau central surélevé de la région de Réghaïa.
Sa surface, profondément creusée par de nombreuses vallées torrentielles, a une configuration ondulée sillonnée par l'Oued Réghaïa qui forme une petite vallée étroite comprenant deux versants.
L’un à l’est, appartenant anciennement aux domaines agricoles de Saïdani et Ali Khodja, est actuellement occupé par le Centre cynégétique de Réghaïa, le Centre national de baguage et une station de pompage.
L’autre, à l’ouest, est occupé par le Douar Aïn El Kahla et le Domaine agricole de Boudhane. 
Dans la partie nord de la vallée s'allongent des dunes, plus ou moins fixées, qui séparent l'embouchure de l'Oued Réghaïa de la mer Méditerranée.

### Pédologie
Le lac de Réghaïa présente un sol à tendance sablo-limoneuse.
Par contre, la partie centrale caractérisée par une terre fertile à tendance argileuse, est constituée par des sols bruns méditerranéens et des sols rouges brunifiés.

### Hydrologie
Les eaux du lac de Réghaïa proviennent des nappes phréatiques du marais de Réghaïa qui est alimenté l’Oued Réghaïa, l'Oued Guesbaï, l'Oued Berraba, l’Oued El Biar, l’Oued Boureah et l’Oued El Hamiz.

### Climat

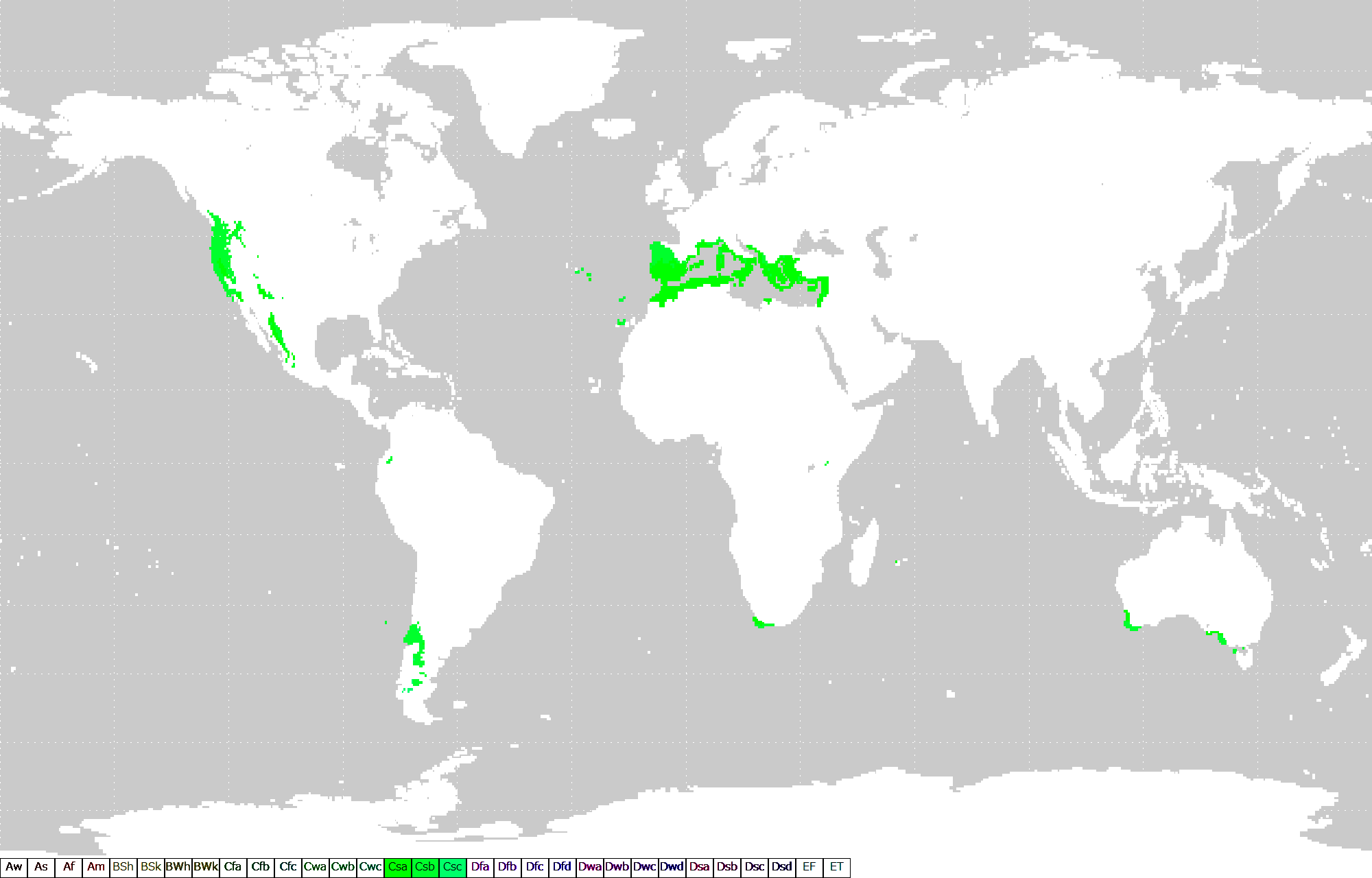
Climat méditerranéen dans le monde.

Le lac de Réghaïa se situe dans une région dont le climat s’inscrit dans le climat méditerranéen et se caractérise par une saison humide de 7 mois et une saison sèche qui correspond à la période estivale de 5 mois.
Suivant le climagramme d’Emberger, le marais de Réghaïa est situé dans l’étage bioclimatique subhumide caractérisé en particulier par des étés secs et chauds et par des hivers doux et humides.

#### Vents
Les vents dans le lac de Réghaïa sont d’habitude faibles à modérés, de direction prédominante nord-ouest.
Le sirocco souffle en moyenne 5 jours par an, alors que les orages sont fréquents, surtout en hiver et en automne avec en moyenne 23,3 jours/an.

#### Humidité
La période humide dans le lac de Réghaïa englobe les trois saisons (automne, hiver, et printemps) et la période sèche correspond à l’été.

#### Synthèse climatique
Le climat du lac de Réghaïa est méditerranéen caractérisé par une saison humide de 7 mois et une saison sèche correspondant à la période estivale d’une durée de 5 mois.

### Valeurs hydrologiques
Le lac de Réghaïa est caractérisé par l’épandage des crues, l’alimentation des nappes phréatiques et l’accumulation des sédiments.
Ce lac a pour fonctions réelles la prévention contre l’érosion côtière, la maîtrise des crues, le captage des sédiments et le maintien de la qualité de l'eau.
En plus de ces fonctions, le lac de Réghaïa assure l'irrigation de 1 200 hectares de terres agricoles.

### Caractéristiques écologiques
Le lac de Réghaïa se compose de 5 habitats écologiques.

#### Marais maritime
Le marais maritime de Réghaïa joue un rôle important pour contenir et régler les crues des oueds, ainsi que pour préserver certaines espèces ornithologiques qui y nichent.
La végétation de ce marais maritime forme des zones distinctes en cercles concentriques autour du lac.

#### Plan d'eau
Le plan d'eau libre de Réghaïa est un réservoir permanent d’eau douce d’une superficie de plus de 75 hectares.

#### Cordon dunaire
Le cordon dunaire de Réghaïa, qui est une barrière naturelle entre la mer Méditerranée et le marais maritime, est composé de dunes
stabilisées.
La végétation, qui se développe en bandes étroites le long de ce cordon d'un aire côtier, arrête et fixe le sable en formant une barrière qui ferme l’embouchure de l’Oued Réghaïa.

#### Zone marine
La zone marine de Réghaïa est située autour de la petite île Agueli ou Bounettah, qui est un lieu de nidification de certaines espèces ornithologiques.

#### Maquis
Le maquis de Réghaïa forme une ceinture plus ou moins étroite autour du lac et permet une bonne protection pour l'avifaune.
Dans un milieu si diversifié, la faune est évidemment très variée, herbivores et carnivores contribuent à former la chaîne alimentaire du marais maritime.